# Koogi (Tabivere)
Koogi – wieś w Estonii, w prowincji Jõgeva, w gminie Tabivere.